# Kanade
Kanade (japonsky かなで, * Prefektura Okajama) je japonská R&B zpěvačka.
Pod vydavatelem Universal Music Japan debutovala v roce 2007 se singlem Ring The Alarm.

## Diskografie

### Alba
- (2008) Kanade (奏)
- (2009) Hibiki ~echoes~ (響～echoes～)

### Singly
- (2007) Ring The Alarm
- (2007) Legacy of You -Kimi ga Nokoshitekureta Mono- (〜君が残してくれたもの〜)
- (2007) Xmas Time!!
- (2008) Koibana (恋花)
- (2008) Serenade
- (2009) Haru Nanoni (春なのに)
- (2009) Aa Anata ni Deaete Yokatta feat. HanaHana (あーあなたに出逢えてよかった feat.花＊花)